# Стратегия устойчивого развития «Украина-2020»

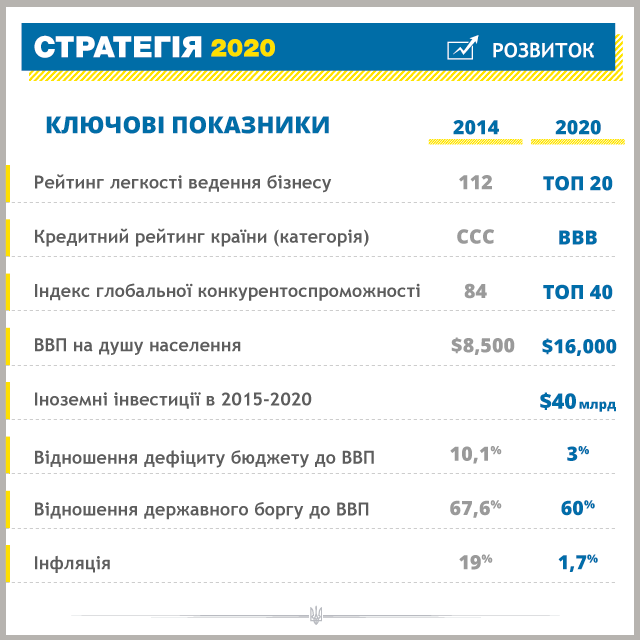
Планируемые показатели плана «Украина-2020»

Стратегия устойчивого развития «Украина-2020» — документ, определяющий направления и приоритеты развития Украины на период до 2020 года. Стратегия была разработана по инициативе Президента Украины Петра Порошенко и представлена им 25 сентября 2014 года. 12 января 2015 года Президент Петр Порошенко подписал Указ «О Стратегии устойчивого развития „Украина — 2020“.

## Разработка стратегии
Разработка стратегии началась в июле 2014 с обращения к общественности с просьбой предоставлять свои предложения относительно развития страны.
В подготовке документа приняли участие команда Администрации Президента, Исполнительный комитет Реформ, Фонд „Возрождение“, Европейский банк реконструкции и развития, Национальный Университет „Киево-Могилянская академия“, Киевская школа экономики, VoxUkraine, Гражданская платформа „Новая Страна“, Инициатива „Реанимационный Пакет реформ“, участники отбора в Национальный совет Реформ, украинские и международные независимые эксперты.
С 25 сентября года по 17 октября 2014 состоялось широкое обсуждение плана развития страны „Стратегия — 2020“, представленного главой государства 25 сентября. Каждый желающий мог приобщиться к её формированию, проголосовать за её положения, внести собственные предложения, заполнив электронную форму на сайте reforms.in.ua.
24 декабря 2014 на своем первом заседании Стратегию одобрил Национальный совет реформ, которая является специальным консультативно-совещательным органом при Президенте Украины по вопросам стратегического планирования, согласования позиций по внедрению на Украине единой государственной политики реформ и их реализации. Председатель Национального совета реформ — президент Украины Пётр Порошенко. Заместитель председателя — глава Администрации Президента Борис Ложкин. Секретарь — заместитель главы Администрации Президента Дмитрий Шимкив.
Согласно Указу Президента, Кабинет Министров Украины должен ежегодно до 15 февраля утверждать план действий по реализации положений Стратегии и ежеквартально информировать о состоянии выполнения плана действий по реализации положений Стратегии.

## Основные направления стратегии
Главной предпосылкой реализации Стратегии является общественный договор между властью, бизнесом и гражданским обществом, где каждая сторона имеет свою зону ответственности.
Цель наших амбициозных реформ - достичь европейских стандартов жизни и подготовиться к тому, чтобы в двадцатом году подать заявку на членство в ЕС». (из выступления Президента Украины Петра Порошенко на пресс-конференции «Стратегия-2020» 25 сентября 2014)
„Стратегия-2020“ состоит из четырёх векторов движения: устойчивое развитие страны; безопасность государства, бизнеса и граждан; ответственность и справедливость; гордость за Украину в Европе и мире.
Целью реформ определено достижение европейских стандартов жизни и достойного места Украины в мире. „Стратегия-2020“ включает в себя 62 реформы. Из них приоритетными определены 8 реформ и 2 программы. Также определены 25 ключевых показателей успешности развития страны.
Первоочередными определены реформа системы национальной безопасности и обороны, обновление власти и антикоррупционная реформа, судебная реформа и реформа правоохранительной системы, децентрализация и реформа государственного управления, дерегулирование и развитие предпринимательства, реформа системы здравоохранения и налоговая реформа.
Среди приоритетов стратегии также реализация двух программ — энергонезависимости и популяризации Украины в мире, а также продвижение интересов государства в мировом информационном пространстве.

## Разделы Стратегии
Вектор движения „Развитие страны“ предусматривает внедрение 26 реформ и программ:
1. Дерегуляция и развитие предпринимательства
2. Программа развития малого и среднего бизнеса
3. Налоговая реформа
4. Реформа защиты конкуренции и антимонопольного законодательства
5. Реформа корпоративного права
6. Реформа финансового сектора
7. Реформа рынка капитала
8. Реформа трудовых взаимоотношений
9. Реформа транспортной инфраструктуры
10. Реформа телекоммуникационной инфраструктуры
11. Программа участия в транс-европейских сетях
12. Реформа таможенной службы и интеграция в таможенное сообщество ЕС
13. Реформа экономической и монетарной политики
14. Программа развития украинского экспорта
15. Реформа энергетики
16. Программа энергоэффективности
17. Реформа сельского хозяйства и рыболовства
18. Земельная реформа
19. Реформа жилищно-коммунального хозяйства
20. Реформа институтов статистики
21. Программа привлечения инвестиций
22. Реформа дипломатических отношений и институтов
23. Реформа государственных закупок
24. Реформа финансового контроля государства и стабилизации государственного бюджета
25. Реформа государственной службы и реорганизация государственных органов
26. Реформа управления государственной собственностью

Вектор движения „Безопасность государства, бизнеса и граждан“ предусматривает внедрение 9 реформ и программ:
1. Реформа системы национальной безопасности и обороны
2. Реформа военно-промышленного комплекса
3. Судебная реформа
4. Обновление власти и антикоррупционная реформа
5. Программа электронного управления
6. Реформа правоохранительной системы
7. Программа энергонезависимости
8. Реформа защиты интеллектуальной собственности
9. Программа сохранения окружающей среды

Вектор движения „Ответственность и справедливость“ предусматривает внедрение 14 реформ и программ:
1. Децентрализация и реформа местного самоуправления
2. Реформа региональной политики
3. Программа национального единства и поддержки нацменьшинств
4. Конституционная реформа
5. Реформа избирательного законодательства
6. Реформа системы социальной защиты
7. Пенсионная реформа
8. Реформа системы здравоохранения
9. Реформа качества и безопасности пищевой продукции
10. Реформа защиты потребителей
11. Программа популяризации физкультуры и спорта
12. Программа здорового образа жизни и долголетия
13. Реформа образования
14. Программа развития для детей и юношества

Вектор движения „Гордость за Украину в Европе и мире“ предусматривает 13 реформ и программ:
1. Программа популяризации Украины в мире
2. Программа создания бренда „Украина“
3. Реформа отличий и наград
4. Программа развития инноваций
5. Развитие информационного общества и медиа
6. Реформа государственной политики в сфере науки и исследований
7. Украинская космическая программа
8. Программа развития туризма
9. Реформа государственной политики в сфере культуры
10. Программа развития национального кинопроизводства
11. Программа развития национального издательского дела
12. Реформа государственной политики в сфере спорта
13. Программа привлечения талантов

## Ключевые показатели стратегии
Реализация Стратегии предполагает достижение 25 ключевых показателей, оценивающих ход выполнения реформ и программ. В частности, планируется, что в рейтинге Всемирного банка Doing Business Украина займет место среди первых 30 позиций, рейтинг по обязательствам в иностранной валюте по шкале рейтингового агентства Standard and Poors составит не ниже инвестиционной категории „ВВВ“, валовой внутренний продукт (по паритету покупательной способности) в расчете на одного человека, который рассчитывает Всемирный банк, повысится до 16 000 долларов США.
Чистые поступления прямых иностранных инвестиций до 2020 года должны составить более 40 млрд долларов США, расходы на национальную безопасность и оборону — не менее 3 процентов от ВВП. По индексу восприятия коррупции, который рассчитывает Transparency International, Украина должна войти в 50 лучших стран мира. Кроме того, в задачи Стратегии включено повышение средней продолжительности жизни в стране на 3 года.
«Стратегия «Украина-2020» - это видение того, где Украина должна быть в будущем и конкретные ключевые показатели эффективности государства, на которые мы должны выйти. В таком случае мы будем иметь нормальную восточноевропейскую Украину уровня Польши, Венгрии или Словении - по уровню жизни, достатка, свобод и правосудия»(из выступления главы Администрации Президента Бориса Ложкина на лекции для студентов Киево-Могилянской академии, 28 мая 2015 года)